# Танџело Парк (Флорида)
Танџело Парк (енгл. Tangelo Park) насељено је место без административног статуса у америчкој савезној држави Флорида.

## Демографија
По попису из 2010. године број становника је 2.231, што је 199 (-8,2%) становника мање него 2000. године.
| Група             | 2000.         | 2010.         |
| Белци             | 167 (6,9%)    | 118 (5,3%)    |
| Афроамериканци    | 2.164 (89,1%) | 1.868 (83,7%) |
| Азијати           | 5 (0,2%)      | 7 (0,3%)      |
| Хиспаноамериканци | 64 (2,6%)     | 217 (9,7%)    |
| Укупно            | 2.430         | 2.231         |